# Henri Pichette
Henri Pichette (Châteauroux, 26 gennaio 1924 – Parigi, 30 ottobre 2000) è stato un poeta e drammaturgo francese.

## Biografia
Nato da padre originario del Québec e madre di Nîmes, Pichette ha avuto un'infanzia piuttosto movimentata. Scrisse le sue prime poesie nel 1943, negli stessi anni in cui svolse il corrispondente di guerra durante la campagna dal Reno al Danubio.
Il successo arrivò subito dopo la fine delle ostilità, grazie alle sue raccolte di poesie, tra le quali spicca Apoèmes (1947), con molti elementi surrealisti, e contraddistinta da toni molto forti.
Nello stesso periodo scrisse drammi per il palcoscenico, come ad esempio Les épiphanies (1948), che si avvalsero di mirabili interpretazioni di ottimi attori, ma che ottennero consensi soprattutto per le originalità verbali.
Stesse caratteristiche ebbe la seconda opera teatrale, intitolata Nucléa, per la regia di Gérard Philipe nel 1952, incentrata sulle contraddizioni tra il bene e il male.
Dopo di che Pichette si dedicò prevalentemente alla poesia, caratterizzandosi per un sempre maggiore impegno politico.

## Opere
- Xylophonie, 1946;
- Apoèmes, Gallimard, 1947;
- Les Épiphanies, Gallimard, 1948;
- Lettres Arc-en-Ciel, Lettre rouge, L'Arche, 1950;
- Le Point vélique, Mercure de France, 1950;
- Nucléa, L'Arche, 1952;
- Les Revendications, Mercure de France, 1958;
- Odes à chacun, Gallimard, 1961;
- Tombeau de Gérard Philipe, Gallimard, 1961;
- Dents de lait, dents de loup, Gallimard, 1962;
- Poèmes offerts, Granit, 1982;
- Taccuini Henri Pichette 1 : Défense et illustration, Granit, 1991;
- Taccuini Henri Pichette 2 : Les enfances, Granit, 1995;
- Les ditelis du rougegorge, Gallimard, 2005.